# 琉球古武术
琉球古武术是琉球古武术的总称。

## 历史
也有包含空手道的情况，但一般主要指武器术。也被称为琉球古武道、冲绳古武道、冲绳古武术。另外，大部分的流派和会派除了武器术以外还同时传授空手道。